# Chöchung
| Tibetische Bezeichnung             |
| ---------------------------------- |
| Tibetische Schrift: ཆོས་འབྱུང         |
| Wylie-Transliteration: chos 'byung |
| Andere Schreibweisen: Chöjung      |

Chöchung (tib.: chos 'byung) ist eine historiographische Gattung der tibetischen Literatur.

## Einführung
Der tibetische Begriff chos 'byung bedeutet so viel wie Geschichte der Lehre. Die Texte dieser Gattung liefern eine Beschreibung, wie die buddhistische Lehre oder eine bestimmte Lehrtradition in einem Land oder einer Region Verbreitung gefunden hat. Im Deutschen wird das Wort unter anderem auch mit „Chronik“ bzw. „Religionsgeschichte“ wiedergegeben.
Die Webseite des Buddhist Digital Resource Center definiert den tibetischen Begriff mit den Worten:

„this generic term is applied to historical works, recounting the religious chronicles of places, sects, and specific teaching traditions“

deutsche Übersetzung:

„dieser Oberbegriff wird auf historische Werke angewandt, die die religiösen Chroniken von Orten, Religionsgemeinschaften und bestimmten Lehrtraditionen wiedergeben“

Viele dieser Werke fanden Aufnahme in (historiographischen) Buchreihen wie  Gangs can rig mdzod oder Zangji yidian congshu. Aus dem potenziell verfügbaren literarischen Korpus solcher Texte ist jedoch nur ein Teil veröffentlicht.
Das 1565 abgeschlossene Chos-byung Mkhas-pai dga-ston des 2. Pawo Rinpoche Tsuglag Threngwa (dPa' bo gTsug lag Phreng ba; 1504–1566) mit seinem hohen historischen Wert beispielsweise gilt dem britischen Tibetologen Hugh Richardson zufolge als „The First Tibetan Chos-Byung“.
Als das zeitlich erste Werk dieser Gattung gilt Mandala Texts (University of Virginia) zufolge das von Rongsom Chökyi Sangpo (rong zom chos kyi bzang po; 1012–1088), das jedoch nur in einigen wenigen Fragmenten erhalten ist. Der früheste erhaltene Text, der zu dieser Gattung gehört, ist das Chos la 'jug pa'i sgo („Einführung in den Buddhismus“) des zweiten Sa skya pa-Patriarchen Meisters (slob dpon) bSod nams rtse mo (1142–1182), ein Werk, das er gegen Ende 1167 oder Anfang 1168 vollendete. Butön (bu ston) beispielsweise verweist in seinem eigenen chos 'byung auf die Existenz weiterer solcher Abhandlungen von Khro phu lo tsā ba Byams pa'i dpal (1172/73–1236), Chag lo tsā ba Chos rje dpal (1197–1264) und mChims Nam mkha' grags (1210–1285), zu denen er offenbar Zugang hatte, als er sein eigenes Werk irgendwann in der Zeit zwischen 1322 und 1326 schrieb.
R. E. Pubayev merkte zum Problem der fehlenden Beschäftigung mit der Textkritik bei dieser Gattung an: 

„When doing research on the monuments of Tibetan historical literature of the chos-'byung category scholars have still not dealt with the problem of textology.“

Die Abgrenzung zu anderen Gattungen ist bisweilen schwierig. Eine andere tibetische Gattung der Geschichtsschreibung beispielsweise ist Debther (deb ther).
Die folgende Übersicht führt in alphabetischer Reihenfolge verschiedene Werke der chos-'byung-Gattung auf. Sie erhebt keinen Anspruch auf Aktualität oder Vollständigkeit.

## Werke (Auswahl)
- Butön Chöchung (bu ston chos 'byung) von Butön Rinchen Drub (bu ston rin chen grub; 1290–1364)
- Chronik des Pawo Tsuglag Threngwa oder Freudenfest der Gelehrten (chos 'byung mkhas pa'i dga' ston u. a.), 2. Pawo Rinpoche Tsuglag Threngwa (dpa' bo gtsug lag phreng ba; um 1504 – um 1566)
- De'u Chöchung (lde'u chos-'byung) von De'u Jose (lde'u jo sras) (1085–1171)
- Drugpa Chöchung ('brug pa'i chos 'byung)  bzw. Chronik des Pema Karpo von Drugpa Trülku Pema Karpo (padma dkar po; 1527–1592)
- Lhorong Chöchung (lho rong chos 'byung) von Tatshag Tshewanggyel (rta tshag tshe dbang rgyal), Mitte des 15. Jahrhunderts
- Longchen Chöchung (klong-chen chos-'byung) von Longchen Rabjampa Drime Öser (bzw. Longchen Rabjam (klong chen rab 'byams) oder kurz Longchenpa)
- Ne'u Chöchung (ne'u chos-'byung) oder Nelpa Chöchung (nel pa chos 'byung) von Nelpa Pandita
- Nyang Ral Chöchung (nyang chos 'byung oder chos 'byung me tog snying po sbrang rtsi'i bcud u. a.) von Nyang Ral Nyima Öser
- Shelkar Chöchung (shel dkar chos 'byung) von Ngawang Kelden Gyatsho (ngag dbang skal ldan rgya mtsho)
- Taglung Chöchung (stag lung chos 'byung) von Taglung Shabdrung Ngawang Namgyel
- Yarlung Chöchung (yar lung jo bo'i chos 'byung bzw. yar lung chos 'byung) von Shakya Rinchende (shakya rin chen sde)